# 米田登
米田 登（よねだ のぼる、1919年6月29日 - 1993年3月20日）は、昭和期・平成期の歌人。

## 経歴
歌人・僧侶の米田雄郎の次男として、滋賀県蒲生郡（現・東近江市）に生まれる。八日市中学校在学中の15歳で前田夕暮主宰の白日社に入社し、歌誌「詩歌」にて自由律短歌を発表する。前田夕暮・矢代東村に師事。
1941年に東京帝国大学法学部を卒業。翌年陸軍に入隊し、定型短歌へと移行。戦時中は中国を転戦する。終戦後は東大大学院を経て日瑞貿易に入社。1951年に夕暮が没した後は、義弟（妻の実弟）である香川進が主宰する歌誌「地中海」に参加。1959年、父雄郎の死により歌誌「好日」の発行人となる。同誌からは香川ヒサを輩出した。1993年、74歳で没。

## 主な著書
- 歌集「思惟還流」、1965年
- 歌集「現象透過率」、1985年
- 歌集「時空界面」、1989年
- 遺歌集「回帰曲線」、1994年
- 著作「米田登評論集」、2005年

## 参考
- レファレンス事例詳細(Detail of reference example)

| スタブアイコン | サブスタブ | この項目は、まだ閲覧者の調べものの参照としては役立たない、文人（小説家・詩人・歌人・俳人・作詞家・作家・放送作家・随筆家（コラムニスト）・文芸評論家）に関連した書きかけの項目です。この項目を加筆・訂正などしてくださる協力者を求めています（P:文学/PJ:作家）。 |